# Bridgewater (Iowa)
Bridgewater – miasto w Stanach Zjednoczonych, w stanie Iowa, w hrabstwie Adair.

## Demografia
W 2000 liczyło 178 mieszkańców. W 2023 liczba mieszkańców spadła do 145 osób, a gęstość zaludnienia poniżej 208 osób/km².